# Neil Franklin MacKay
Pour les articles homonymes, voir MacKay.
Neil Franklin MacKay (22 septembre 1864-24 janvier 1922), est un homme politique canadien de la Colombie-Britannique. Il est député provincial conservateur de la circonscription britanno-colombienne de Kaslo de 1907 à 1916.

## Biographie
Né à West River (en)  en Nouvelle-Écosse, MacKay étudie à la Pictou Academy (en) et à l’université Dalhousie. Nommé au barreau des Territoires du Nord-Ouest en 1894 , ainsi qu’à celui de la Colombie-Britannique en 1897, il est nommé vice-commissaire aux Terres et Travaux de la Colombie-Britannique en 1901. Il occupe cette charge jusqu’en 1907, moment où il démission pour se présenter pour une poste de député .
MacKay meurt à Victoria en janvier 1922 à l’âge de 57  ans .